# اوتسکونازول
اوتسکونازول (انگلیسی: Oteseconazole) که با نام تجاری Vivjoa فروخته می‌شود، دارویی است که برای درمان عفونت‌های قارچی واژن استفاده می‌شود.
این دارو در آوریل ۲۰۲۲ برای استفاده پزشکی در ایالات متحده آمریکا تأیید شد. این دارو توسط Mycovia Pharmaceuticals توسعه یافته است.